# Droiturier
Droiturier és un municipi francès, situat al departament de l'Alier i a la regió d'Alvèrnia-Roine-Alps. L'any 2007 tenia 344 habitants.

## Demografia

### Població
El 2007 la població de fet de Droiturier era de 344 persones. Hi havia 149 famílies de les quals 43 eren unipersonals (20 homes vivint sols i 23 dones vivint soles), 59 parelles sense fills, 43 parelles amb fills i 4 famílies monoparentals amb fills.
La població ha evolucionat segons el següent gràfic:
Habitants censats

### Habitatges
El 2007 hi havia 228 habitatges, 154 eren l'habitatge principal de la família, 33 eren segones residències i 41 estaven desocupats. 216 eren cases i 12 eren apartaments. Dels 154 habitatges principals, 115 estaven ocupats pels seus propietaris, 29 estaven llogats i ocupats pels llogaters i 9 estaven cedits a títol gratuït; 1 tenia una cambra, 7 en tenien dues, 26 en tenien tres, 39 en tenien quatre i 80 en tenien cinc o més. 107 habitatges disposaven pel capbaix d'una plaça de pàrquing. A 69 habitatges hi havia un automòbil i a 66 n'hi havia dos o més.

### Piràmide de població
La piràmide de població per edats i sexe el 2009 era:
| Homes | Edats   | Dones |
| ----- | ------- | ----- |
| 0     | 95 o +  | 0     |
| 8     | 90 a 94 | 4     |
| 0     | 85 a 89 | 4     |
| 0     | 80 a 84 | 0     |
| 8     | 75 a 79 | 4     |
| 28    | 70 a 74 | 8     |
| 16    | 65 a 69 | 12    |
| 12    | 60 a 64 | 12    |
| 16    | 55 a 59 | 12    |
| 20    | 50 a 54 | 16    |
| 8     | 45 a 49 | 12    |
| 16    | 40 a 44 | 12    |
| 0     | 35 a 39 | 12    |
| 20    | 30 a 34 | 8     |
| 12    | 25 a 29 | 12    |
| 12    | 20 a 24 | 8     |
| 28    | 15 a 19 | 24    |
| 8     | 10 a 14 | 8     |
| 16    | 5 a 9   | 8     |
| 0     | 0 a 4   | 16    |

## Economia
El 2007 la població en edat de treballar era de 207 persones, 143 eren actives i 64 eren inactives. De les 143 persones actives 127 estaven ocupades (72 homes i 55 dones) i 16 estaven aturades (7 homes i 9 dones). De les 64 persones inactives 35 estaven jubilades, 6 estaven estudiant i 23 estaven classificades com a «altres inactius».

### Ingressos
El 2009 a Droiturier hi havia 156 unitats fiscals que integraven 350 persones, la mediana anual d'ingressos fiscals per persona era de 14.562 €.

### Activitats econòmiques
Dels 14 establiments que hi havia el 2007, 1 era d'una empresa alimentària, 2 d'empreses de fabricació d'altres productes industrials, 2 d'empreses de construcció, 5 d'empreses de comerç i reparació d'automòbils, 2 d'empreses d'hostatgeria i restauració, 1 d'una empresa immobiliària i 1 d'una empresa de serveis.
Dels 7 establiments de servei als particulars que hi havia el 2009, 1 era una funerària, 1 taller de reparació d'automòbils i de material agrícola, 1 paleta, 1 fusteria, 1 lampisteria, 1 restaurant i 1 agència immobiliària.
L'únic establiment comercial que hi havia el 2009 era una fleca.
L'any 2000 a Droiturier hi havia 22 explotacions agrícoles que ocupaven un total de 564 hectàrees.

## Equipaments sanitaris i escolars
El 2009 hi havia una escola elemental.

## Poblacions més properes
El següent diagrama mostra les poblacions més properes.